# Phật giáo thế tục

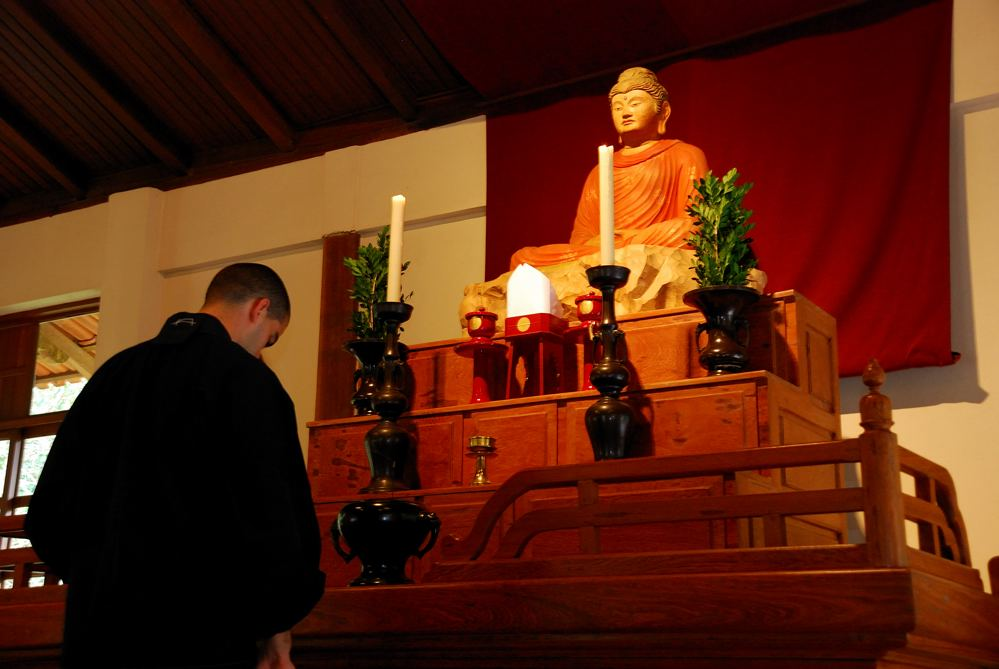
Một thiền sư thế tục

Phật giáo thế tục (Secular Buddhism) hay Phật giáo thực dụng (Pragmatic Buddhism) là một thuật ngữ nghĩa rộng chỉ về một loại hình Phật giáo ngày nay dựa trên các giá trị nhân bản, hoài nghi và bất khả tri, coi trọng chủ nghĩa thực dụng và thường là thuyết tâm linh tự nhiên, tránh xa niềm tin vào siêu nhiên hoặc siêu thường (Paranormal). Kiểu đạo Phật này có thể được mô tả là sự chấp nhận các lễ nghi Phật giáo và triết lý Phật giáo vì lợi ích thế tục của những người vô thần hoặc bất khả tri. Những người theo Phật giáo thế tục có khuynh hướng diễn giải giáo lý của Đức Phật và kinh điển Phật giáo theo cách duy lý và thường là phải có chứng cứ thực nghiệm, họ xem xét bối cảnh lịch sử và văn hóa của thời đại mà Đức Phật sống và nơi mà các bộ kinh và mật chú khác nhau được chép lại. Phật giáo thế tục bác bỏ các cấu trúc quyền lực được hợp pháp hóa từ siêu hình học của đức tin Phật giáo chính thống. Phật giáo thế tục  đôi khi còn được gọi là Phật giáo bất khả tri (Agnostic Buddhism), Phật giáo vô thần (Ignostic Buddhism), Vô thần Phật giáo (Atheistic Buddhism), hoặc Chủ nghĩa thế tục Phật giáo (Buddhist secularism) và là một dạng của Phật giáo hiện đại.
Phật giáo thế tục tước bỏ giáo lý Phật giáo ra khỏi nhiều tín ngưỡng truyền thống có thể được coi là mê tín, hoặc không thể được kiểm chứng thông qua nghiên cứu thực nghiệm, chẳng hạn như bác bỏ sự tồn tại của các đấng siêu nhiên (như các vị chư Thiên, các vị Bồ Tát, Nāga, Ngạ quỷ, chư vị Thần Phật), các phạm trù mơ hồ như công đức và sự hồi hướng công đức (Pariṇāmanā), sự tái sinh và nghiệp chướng, bác bỏ vũ trụ học Phật giáo (bao gồm sự tồn tại của cõi giới Tịnh độ và cõi địa ngục). Quan điểm truyền thống về các vấn đề xã hội như Phật giáo và phá thai và tình dục cũng có thể bị đặt vấn đề hoặc không, với một số trường phái, đặc biệt là Phật giáo Phương Tây thì có lập trường khác. Một cuộc khảo sát toàn quốc năm 2021 do Trung tâm nghiên cứu Pew thực hiện cho thấy 33% người tự nhận là Phật tử Ấn Độ không tin vào Chúa, trong khi 23% tin vào Chúa nhưng "không chắc chắn lắm", chỉ có 43% là chắc chắn. Stephen Batchelor tự nhận mình là một Phật tử thế tục, người thúc đẩy một hình thức Phật giáo thế tục nghiêm ngặt. Batchelor là một nhà sư Phật giáo được thụ phong theo các hình thức Phật giáo truyền thống hơn. Từ kinh nghiệm của mình với tư cách là một nhà sư thực hành Phật giáo Tây Tạng và sau đó là Thiền, ông cảm thấy cần có một cách tiếp cận thế tục và bất khả tri hơn. Trong các cuốn sách Phật giáo không có đức tin và Lời thú tội của một người vô thần Phật giáo, ông trình bày cách tiếp cận của mình đối với lời dạy của Đức Phật, mô tả Đức Phật Siddhārtha Gautama như một nhân vật lịch sử là một biểu tượng tôn giáo lý tưởng, và xem xét kỹ lưỡng các học thuyết Phật giáo điển hình liên quan đến khái niệm kiếp sau.